# Palais Chigi
Pour les articles homonymes, voir Chigi.
Le palais Chigi ([ˈkiːdʒi]), ou palais Aldobrandini Chigi, est le siège de la présidence du Conseil des ministres d'Italie depuis 1961. Jusqu'en 1960, elle était accueillie au palais du Viminal tandis que le palais Chigi a abrité le ministère italien des Affaires étrangères.
L'édifice jouxte le palais Montecitorio, où se trouve la Chambre des députés italienne.

## Situation
Le palais Chigi est situé en plein centre historique de Rome, le long de la Via del Corso. Il se trouve à mi-chemin entre la Piazza del Popolo et la Piazza Venezia, à l'intérieur du complexe de rues connu sous le nom de Trident. Il jouxte le palais Montecitorio, siège de la Chambre des députés, la chambre basse du Parlement.
L'entrée principale donne sur la Piazza Colonna, sur laquelle se trouve la colonne de Marc-Aurèle.

## Histoire
L'histoire du bâtiment commence en 1578, lorsque la famille Aldobrandini, la famille du futur pape Clément VIII, rassemble et remanie considérablement un certain nombre de propriétés qui donnent sur la place pour construire le palais.
La famille Chigi a cédé Le palais à l'État italien en 1916.

### Le château Chigi d'Ariccia
La famille Chigi possédait également un château au sud de Rome dans la petite ville d'Ariccia, qui portait le même nom de « palais Chigi ». Ce palais baroque a été cédé par le prince Agostino Chigi Albani della Rovere à la ville d'Ariccia en 1988. Il s'agit depuis d'un musée. Avant cette date, il fut fréquemment utilisé pour tourner des scènes de film, notamment Le Guépard, tourné par Luchino Visconti durant l'année 1962.

### Les Chigi et la papauté
La famille Chigi est une famille italienne illustre et influente depuis le XVIIe siècle, alliée aux Aldobrandini, aux Albani et aux Barberini. Elle compte un pape et plusieurs cardinaux, ainsi que la charge héréditaire de maréchal du conclave  :
- Fabio Chigi qui devint Alexandre VII (1655-1667) et deux neveux cardinaux :
  - Flavio I (1631-1693) ;
  - Sigismondo (1649-1678) ;
- Flavio II (1711-1771) ;
- Flavio III (1810-1885), qui fut nonce apostolique à Paris.

La famille possédait  des domaines terriens importants dans la Maremme.

## Siège de la présidence du Conseil
Depuis 1961, le palais Chigi est le siège officiel de la présidence du Conseil des ministres. Ainsi, c'est au palais Chigi qu'a lieu le Conseil des ministres ainsi que des réunions ministérielles importantes. Le président du Conseil des ministres dispose par ailleurs d'un bureau où il peut travailler et recevoir ses invités.
Un appartement de fonction est mis à disposition du président du Conseil.

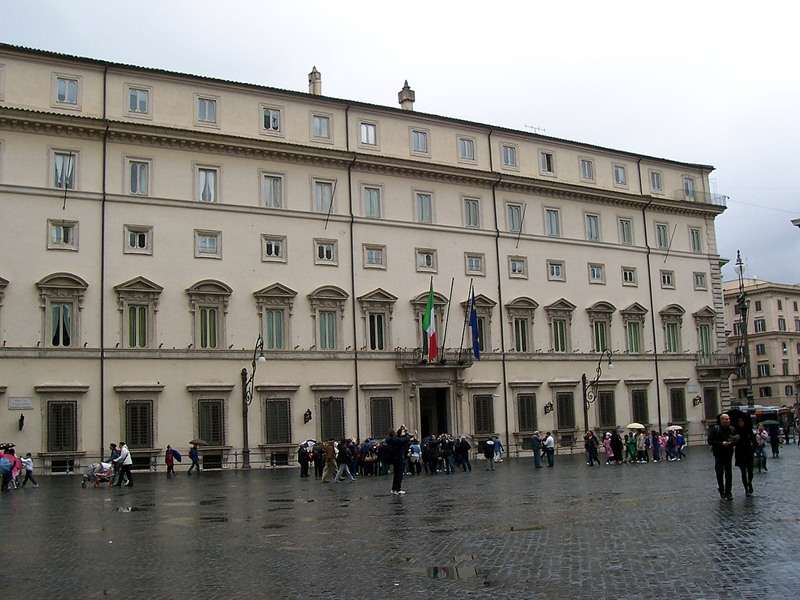
Façade du palais.
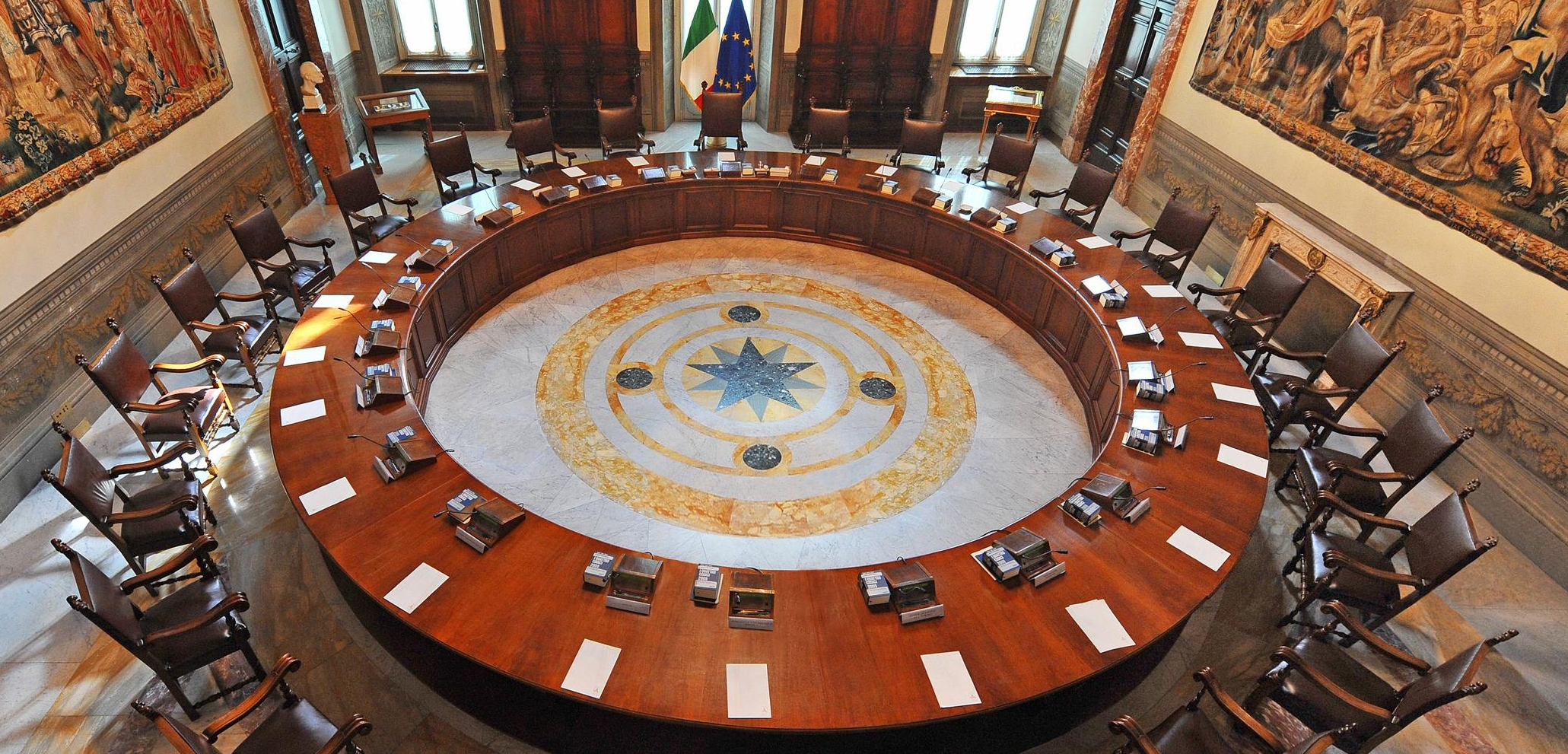
Salle du Conseil des ministres.